# Myriopholis boueti
Espèce
Synonymes
- Glauconia boueti Chabanaud, 1917
- Leptotyphlops boueti (Chabanaud, 1917)
- Glauconia debilis Chabanaud, 1918
- Leptotyphlops debilis (Chabanaud, 1918)

Statut de conservation UICN

 LC  : Préoccupation mineure
Myriopholis boueti est une espèce de serpents de la famille des Leptotyphlopidae.

## Répartition
Cette espèce se rencontre au Sénégal, en Mauritanie, au Mali, au Burkina Faso, au Niger et au Tchad.

## Description
L'holotype de Myriopholis boueti mesure 166 mm dont 15 mm pour la queue. Son dos est roux clair, un peu plus sombre au niveau de la tête et du cou. Sa face ventrale est blanchâtre.

## Étymologie
Cette espèce a été nommée en l'honneur de Georges Bouet (1869–1957).

## Publication originale
- Chabanaud, 1917 : Note complémentaire sur les Ophidiens de l'Afrique occidentale, avec la description d'une espèce nouvelle. Bulletin du Muséum d'Histoire naturelle, Paris, vol. 23, p. 7-14 (texte intégral).